# Juana Díaz
Juana Díaz ist eine der 78 Gemeinden von Puerto Rico.
Sie liegt an der Nordküste von Puerto Rico. Sie hatte 2019 eine Einwohnerzahl von 44.679 Personen.

## Geschichte
Juana Díaz wurde 1798 gegründet und war als Ciudad de Jacagua bekannt, zu Ehren des Taíno-Kaziken Jacaguax. Die Zivilregierung dieses Territoriums entstand am 25. April 1798.

## Gliederung
Die Gemeinde ist in 14 Barrios aufgeteilt:
1. Amuelas
2. Callabo
3. Capitanejo
4. Cintrona
5. Collores
6. Emajagual
7. Guayabal
8. Jacaguas
9. Juana Díaz barrio-pueblo
10. Lomas
11. Río Cañas Abajo
12. Río Cañas Arriba
13. Sabana Llana
14. Tijeras

## Wirtschaft
In der Vergangenheit war Juana Díaz ein großer Produzent von Zuckerrohr, aber mit der industriellen Entwicklung verschwand die Zuckerrohrindustrie. Der lokale Rum wird nun aus Stoffen hergestellt, die aus anderen Ländern importiert werden. Juana Díaz produziert Kochbananen, Bananen, Mangos und andere Feldfrüchte, die auf den lokalen Märkten konsumiert und auch in andere Länder exportiert werden. Auch Rinder und Schweine werden in lokalen Farmen gezüchtet. Juana Díaz ist auch ein Produzent von beigem Marmor.

## Söhne und Töchter der Stadt
- Luis Llorens Torres (1876–1944), Autor und Politiker
- Ramón Vega (1939–2007), Sprinter
- Holly Woodlawn (1946–2015), Schauspielerin und Aktivistin
- Tito Gómez (1948–2007), Musiker
- Hector Tricoche (1955–2022), Musiker